# Шольц, Бернгард (музыкант)
Бернхард Эрнст Шольц (нем. Bernhard Scholz; 30 марта 1835, Майнц — 26 декабря 1916, Мюнхен) — немецкий дирижёр, композитор, пианист и музыкальный педагог.

## Биография
В молодости, продолжая семейную традицию, изучал типографское дело в Париже. Увлечение музыкой заставило его начать обучение у Эрнста Пауэра (фортепиано) в Майнце, в 1855—1856 г. в Берлине под руководством Зигфрида Дена изучал теорию композиции и контрапункт.
В 1855 г. начал карьеру пианиста. В 1856 г. уехал в Милан изучать искусство пения. Вернувшись в Германию, получил место профессора контрапункта в мюнхенской консерватории, где оставался до 1858 г., после чего был капельмейстером в Цюрихе, в 1859 — 1865 гг. — капельмейстером в капелле короля в Ганновере и в местном театре. В Нюрнберге представил публике свою опера «Carlo Rosa».
С 1870 г. жил в Берлине. Директор консерватории Хоха (Франкфурт-на-Майне) в 1883—1908 годах. Преподавал также в консерваториях Штерна и Теодора Куллака.
В семидесятых годах XIX века произведения Б. Шольца пользовались в Германии большой популярностью, и вообще его имя пользовалось большим уважением.
Б. Шольц — автор нескольких опер, ораторий, сочинений для церкви и прочего. После смерти Зигфрида Дена Б. Шольц издал его сочинение «Die Lehre vom Contrapunkt, dem Canon und der Fuge» (Берлин, Шнейдер, 1858).

## Избранные музыкальные сочинения
- Carlo Rosa (Опера, 1858)
- Ziethen’sche Husaren (Опера, 1869)
- Morgiane (Опера, 1870)
- Golo (Опера, 1875)
- Der Trompeter von Säkkingen (Опера, 1877)
- Die vornehmen Wirte (Опера, 1883)
- Ingo (Опера, 1898)
- Anno 1757 (Опера, 1903)
- Mirandolina (Опера, 1907)
- Музыка для хора и оркестра
- 2 симфонии
- Концерт для фортепиано